# Felsőrajk
Felsőrajk là một thị trấn thuộc hạt Zala, Hungary. Thị trấn này có diện tích 20,55 km², dân số năm 2010 là 740 người, mật độ 36 người/km².